# Trichophysetis flavimargo
Trichophysetis flavimargo là một loài bướm đêm trong họ Crambidae.